# Pugnaso curtirostris
Pugnaso curtirostris es una especie de pez singnatiforme de la familia Syngnathidae. Es la única especie de su género.

## Morfología
Los machos pueden alcanzar 18,2 cm de longitud total.

## Reproducción
Es ovovivíparo y el macho transporta los huevos en una bolsa ventral, la cual se encuentra debajo de la cola.

## Hábitat
Es un pez demersal y de clima subtropical  que vive hasta 11 m de profundidad.

## Distribución
Se encuentra al sur de Australia.